# Kuusisaari (ö i Norra Karelen, Pielisen Karjala, lat 63,50, long 29,01)
Kuusisaari är en ö i Finland. Den ligger i sjön Pielisjärvi och i kommunen Nurmes i den ekonomiska regionen  Pielinen-Karelen  och landskapet Norra Karelen, i den centrala delen av landet, 400 km nordost om huvudstaden Helsingfors. Öns area är 1,1 hektar och dess största längd är 230 meter i nord-sydlig riktning.